# Décès en 1364
Décès
- 1360
- 1361
- 1362
- 1363
- 1364
- 1365
- 1366
- 1367
- 1368

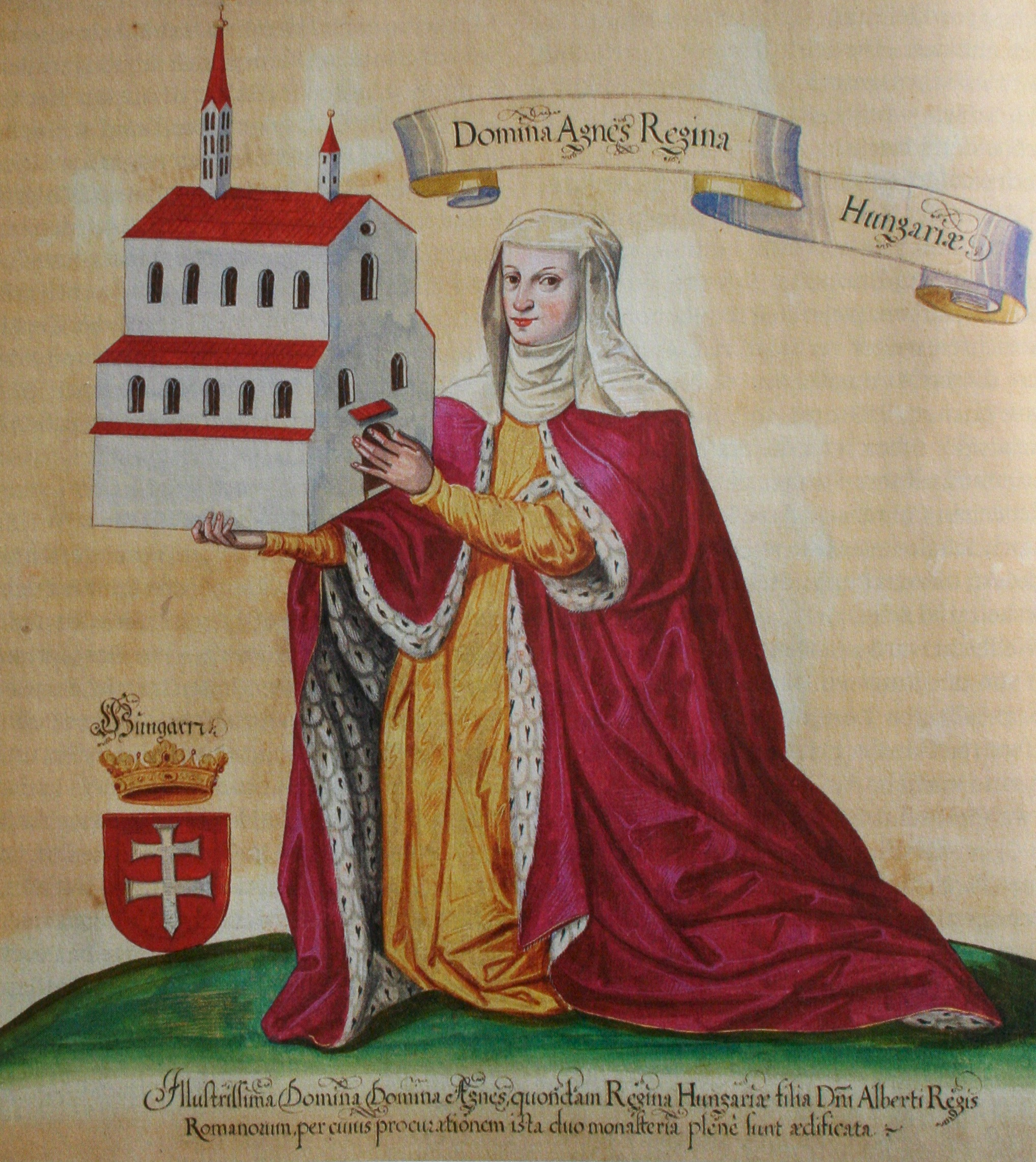
Agnès de Habsbourg, morte en 1364.

Cette page dresse une liste de personnalités mortes au cours de l'année 1364 :
- janvier : Édouard Balliol, roi d'Écosse.
- 17 janvier[1] : Hélie de Talleyrand-Périgord, cardinal français.
- 21 mars : Siger II d'Enghien, noble brabançonnais, seigneur d'Enghien, de Ramerupt et Lembeek, comte de Brienne, Liches et Conversano, duc titulaire d'Athènes et connétable de France.
- 8 avril : Jean II Le Bon, roi de France, mort en captivité à Londres.
- 2 juin : Venceslas Ier de Legnica, duc de Namysłów et de Legnica-Brzeg.
- 10 juin : Agnès de Habsbourg, ou Agnès de Hongrie ou Agnès d'Autriche, reine consort de Hongrie.
- 9 juillet : Elisenda de Montcada i Pinós, reine consort de la Couronne d'Aragon.
- 22 juillet: Louis de Gravina, comte de Gravina.
- 5 août : Kōgon, premier de ceux qu'on appelle maintenant prétendants de la Cour du Nord du Japon, bien que l'appellation soit, dans son cas, inappropriée : il a régné sur le trône du chrysanthème.
- septembre : Guillaume de Roffiac, 14e Recteur du Comtat Venaissin, puis évêque de Fréjus.
- 10 septembre : Robert de Tarente, prince de Tarente et empereur titulaire de Constantinople.
- 29 septembre : Charles de Blois, baron de Mayenne, seigneur de Guise et, par mariage, comte baillistre de Penthièvre et duc baillistre de Bretagne.
- 16 novembre : Nicolae Ier Alexandru, prince de Valachie.
- 21 novembre : Changchub Gyaltsen, personnage clé de l'histoire du Tibet, fondateur de la dynastie Phagmodrupa il gouverne le Tibet.

- Pietro Alighieri, magistrat et un critique littéraire italien.
- Sidi ben Achir, ou Ahmed ben Mohammed ben Omar ben Achir al-Andaloussi, un des principaux saints de la ville de Salé.
- Nolfo da Montefeltro, militaire et condottiere italien.
- Jean Ier de Luxembourg-Ligny, seigneur de Ligny-en-Barrois, de Roussy et de Beauvoir.
- Ernest de Pardubice, premier archevêque de Prague.
- Tang Di, peintre chinois.
- Gajah Mada, chef militaire et mahapatih (premier ministre) du royaume de Majapahit, nommé par la reine Tribhuwana Wijayatunggadewi, dans l'est de Java en Indonésie.
- Uzana II, sixième et dernier souverain du Royaume de Pinya, dans le centre de l'actuelle Birmanie (République de l'Union du Myanmar).
- Valdemar III de Danemark, duc de Schleswig et roi de Danemark.
- Lodrisio Visconti, seigneur de Castelseprio et Crema, condottiere italien.
- Arnold de Vitinghove, ou Vietinghoff, chevalier teutonique, maître de l'Ordre Teutonique en Livonie.

## Crédit d'auteurs
- Cet article est partiellement ou en totalité issu de l'article intitulé « 1364 » (voir la liste des auteurs).